# GDI
GDI (Graphics Device Interface, Graphical Device Interface) — один из трёх основных компонентов или «подсистем», вместе с ядром и Windows API, составляющих пользовательский интерфейс (оконный менеджер GDI) Microsoft Windows.
GDI — это интерфейс Windows для представления графических объектов и передачи их на устройства отображения, такие, как мониторы и принтеры.
GDI отвечает за отрисовку линий и кривых, отображение шрифтов и обработку палитры. Он не отвечает за отрисовку окон, меню и т. п., эта задача закреплена за пользовательской подсистемой, располагающейся в user32.dll и основывающейся на GDI. GDI выполняет те же функции, что и QuickDraw в Mac OS.
Одно из преимуществ использования GDI вместо прямого доступа к оборудованию — это унификация работы с различными устройствами. Используя GDI, можно одними и теми же функциями рисовать на разных устройствах, таких, как экран или принтер, получая на них практически одинаковые изображения. Эта возможность лежит в центре многих WYSIWYG-приложений для Windows.
Простые игры, которые не требуют быстрой графики, могут использовать GDI. Однако GDI не обеспечивает качественной анимации, поскольку в нём нет возможности синхронизации с кадровым буфером. Также в GDI нет растеризации для отрисовки 3D-графики. Современные игры используют DirectX или OpenGL, что даёт программистам доступ к большему количеству аппаратных возможностей.

## Краткое описание
Для определения атрибутов текста и изображения, которые выводятся на экран или принтер, используется программный объект под названием «контекст устройства» (Device Context, DC). DC, как и большинство объектов GDI, инкапсулирует подробности реализации и данные в себе и к ним нельзя получить прямой доступ.
Для любого рисования нужен объект HDC (Handle DC). При выводе на принтер HDC получается вызовом CreateDC, и на нём вызываются специальные функции для перехода на новую страницу печатаемого документа. При выводе на экран также можно использовать CreateDC, но это приведёт к рисованию поверх всех окон вне их границ, потому обычно для рисования на экране используются вызовы GetDC и BeginPaint, принадлежащие уже не GDI, а USER, и возвращающие контекст, ссылающийся на регион отсечения окна.
Функциональность:
- вывод одними и теми же вызовами на экран, принтер, «экран в памяти» (доступный приложению по указателю и созданный им bitmap в памяти, также возможно выделение bitmapов в памяти видеокарты — CreateCompatibleBitmap — и рисование на них, такие битовые карты не доступны по указателю, но дальнейшая перерисовка с них на физический экран происходит очень быстро без нагрузки процессора и шины, и особенно быстро в случае Remote Desktop).
- вывод в метафайл — запоминание последовательности команд рисования в файле, который можно «проиграть» заново, векторный графический файл .wmf есть именно этот метафайл с небольшим дополнительным заголовком в начале.
- вывод текста различными шрифтами, в том числе TrueType и OpenType, а также шрифтами, вшитыми в принтер (при изображении документа на экране используется ближайший похожий программно реализованный шрифт). Буквы всегда заливаются одним цветом («текущий цвет»), промежутки между ними либо остаются прозрачными, либо же заливаются другим цветом («текущий цвет фона»). Не поддерживается расположение букв по кривой.
- богатый набор операций с битовыми картами (битмапами), включая масштабирование, автоматическое преобразование из типичных форматов в текущий формат экрана без усилий со стороны программиста (StretchDIBits), рисование на битмапах нескольких типичных форматов, находящихся в памяти, и огромное количество логических операций комбинирования цветов 2 битмапов — уже имеющегося на устройстве назначения и вновь рисуемого.
- богатый набор операций векторной графики (примерно тот же, что в PostScript, но используется другой вид кривых). Проводимая линия имеет атрибуты — толщину, рисунок пунктира и цвет (собраны вместе в т. н. объекте PEN) и способ сглаживания углов многоугольников. Заливка может быть одноцветной, одной из штриховок на выбор или же битмапом 8 на 8 (эти атрибуты собраны в «объекте BRUSH»). В Windows NT также появились кривые Безье.
- все цвета в вызовах — всегда в RGB, независимо от системы цветов текущего устройства. Исключение — отдельные пикселы внутри битмапов, которые могут быть и в виде, определённом устройством.
- поддержка регионов отсечения и всех основных логических операций над ними. Координаты в них — 16-битные целые (что ограничивало размер экрана Windows, даже довольно поздних версий, до 32K пикселов).
- поддержка матрицы поворотов/растяжений — World Transform, не поддерживается для регионов отсечения, только для векторной графики.

## Реализация
В Windows 9x и более ранних реализована в 16-битной GDI.DLL, которая, в свою очередь, подгружает выполненный в виде DLL драйвер видеокарты. Драйвер видеокарты первоначально и был обязан реализовать вообще всё рисование, в том числе рисование через битмапы в памяти в формате экрана. Позже появилась DIBENG.DLL, в которой было реализовано рисование на битмапах типичных форматов, драйвер был обязан пропускать в неё все вызовы, кроме тех, для которых он задействовал аппаратный ускоритель видеокарты.
Драйвер принтера подгружался таким же образом и имел тот же интерфейс «сверху», но «снизу» он вместо рисования в памяти/на аппаратуре генерировал последовательности команд принтера и отсылал их в объект Job. Эти команды, как правило, были либо двоичные и не читаемые человеком, либо PostScript.
В Windows NT GDI была полностью переписана с нуля заново, причём на C++ (по слухам, у Microsoft тогда не было компилятора этого языка и они использовали cfront). API для приложений не изменился (кроме добавления кривых Безье), для драйверов — обёртки на языке Си вокруг реализованных на C++ внутренностей (вроде BRUSHOBJ_pvGetRbrush).
Сама GDI была размещена сначала в WINSRV.DLL в процессе CSRSS.EXE, начиная с NT4 — в win32k.sys. Драйверы загружались туда же. DIBENG.DLL была переписана заново и перенесена туда же, как совокупность вызовов EngXxx — EngTextOut и другие. Логика взаимодействия драйвера-GDI-DIBENG осталась примерно та же.
GDI32.DLL в режиме пользователя реализована как набор специальных системных вызовов, ведущих в win32k.sys (до NT4 — как обёртки вокруг вызова CsrClientCallServer, посылавшего сообщение в CSRSS.EXE).
В Windows Vista появилась модель драйверов WDDM, в которой была отменена возможность использования аппаратуры двухмерной графики. При использовании WDDM все GDI-приложения (то есть все обычные системные части Windows UI — заголовки и рамки окон, рабочий стол, панель задач и другое) используют GDI-драйвер cdd.dll (Canonical Display Driver), который рисует на некоторых битмапах в памяти, своих для каждого окна (содержимое окна стало запоминаться в памяти, до того Windows никогда так не делала и всегда перерисовывала окна заново, кроме неких специальных окон с флагом CS_SAVEBITS). Изображения из cdd.dll извлекаются процессом dwm.exe (Desktop Window Manager), который является Direct3D-приложением и отрисовывает «картинки окон» на физическом экране через Direct3D.
Сам же WDDM-драйвер поддерживает только DirectDraw и Direct3D и не имеет отношения ни к GDI, ни к win32k.sys, сопрягаясь с модулем dxgkrnl.sys в ядре.

## Критика
Крайне сильно критикуется подсистема печати Windows, особенно в случае сравнения её с CUPS.
Причины: бинарный формат потока задания печати (в CUPS это PostScript) и реализация обработки этого потока в виде нескольких DLL внутри одного процесса SPOOLSV.EXE (CUPS вместо этого использует обычный конвейер из нескольких процессов вроде pstoraster | rastertoepson | parallel, который можно при желании запустить из обычного UNIX shell). Таким образом, CUPS поддерживает разработку фильтров заданий печати (например, для платных принтеров в отелях) даже на скриптовых языках вроде Perl.
Однако тут речь скорее о компонентах, лежащих ниже GDI.
Однако CUPS имеет серьёзные проблемы с поддержкой WinPrinterов вроде всех дешёвых лазерных принтеров Hewlett-Packard. Так как они не поддерживают распространённый формат PCL, для них надо ставить огромные, сложные в настройках и построении пакеты, такие, как HP OfficeJet (порт «hpoj» во FreeBSD). При этом CUPS прекрасно поддерживает струйные принтеры, дорогие модели лазерных принтеров Hewlett-Packard и принтеры PostScript.

## Примерные аналоги
Нижние уровни технологии X11, используемой в UNIX-подобных ОС, таких, как Linux.
При этом X11 беднее возможностями, чем GDI (например, есть проблемы с реализацией независимых от устройства цветов), и для получения полного аналога GDI необходимо добавить ещё ряд библиотек, таких, как SDL.

## GDI+
С выходом Windows XP появился потомок подсистемы, GDI+, основанной на C++. Подсистема GDI+ доступна как «плоский» набор из 600 функций, реализованных в gdiplus.dll. Эти функции «обёрнуты» в 40 классов C++. Microsoft не планирует оказывать поддержку для кода, который обращается к плоскому набору напрямую, а не через классы и методы C++. .NET Framework предлагает набор альтернативных C++ обёрточных классов, входящих в пространство имён System.Drawing..
GDI+ является улучшенной средой для 2D-графики, в которую добавлены такие возможности, как сглаживание линий (antialiasing), использование координат с плавающей точкой, градиентная заливка, возможность работы изнутри с такими графическими форматами, как JPEG и PNG, куда лучшая реализация регионов отсечения с возможностью использовать в них координаты с плавающей точкой (а не 16-битные целые) и применения к ним World Transform, преобразования двумерных матриц и т. п. GDI+ использует ARGB-цвета. Эти возможности используются в пользовательском интерфейсе Windows XP, а их присутствие в базовом графическом слое облегчает использование систем векторной графики, таких, как Flash или SVG.
Динамические библиотеки GDI+ могут распространяться вместе с приложениями для использования в предыдущих версиях Windows.
GDI+ схож с подсистемой Quartz 2D у Apple и библиотеками с открытым кодом libart и Cairo.
GDI+ есть не более чем набор обёрток над обычной GDI. В Windows 7 появился новый API Direct2D, который есть примерно то же, но реализован «сверху донизу» вплоть до драйвера видеокарты (точнее, использует некие возможности Direct3D в этом драйвере), и может использовать аппаратное ускорение — то есть видеопроцессор трёхмерной графики для рисования некоторых двухмерных объектов (antialiasing и т. д.)

### Уязвимости
14 сентября 2004 года была обнаружена уязвимость в GDI+ и других графических API, связанная с ошибкой в коде библиотеки JPEG. Эта ошибка позволяла выполнить произвольный код на любой системе Windows. Патч для исправления уязвимости был выпущен 12 октября 2004 года.